# Kjosen
Kjosen is een plaats in de Noorse gemeente Tromsø, provincie Troms. Kjosen telt 206 inwoners (2007) en heeft een oppervlakte van 0,2 km².

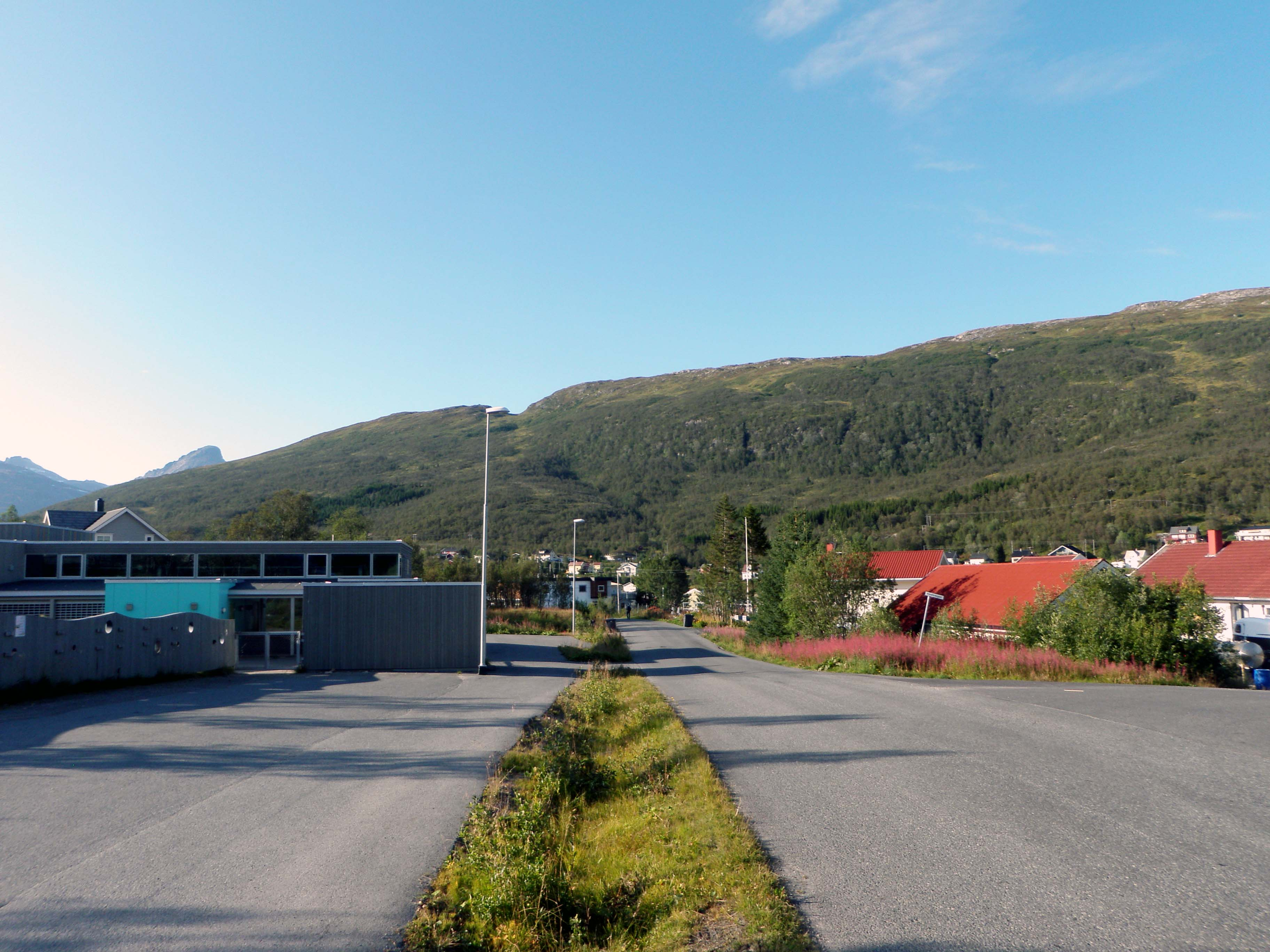
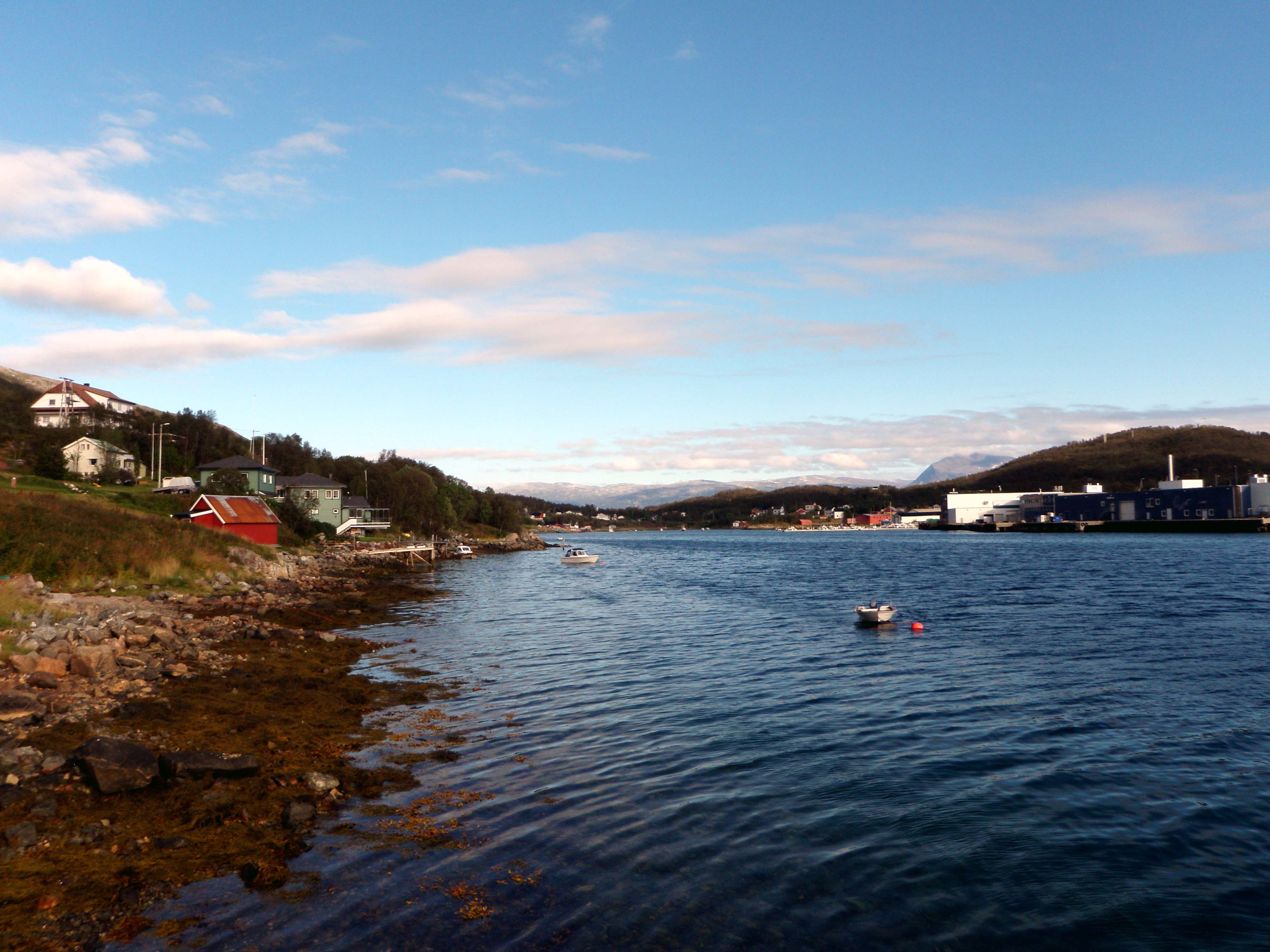